# William Pulteney (generale)
Sir William Pulteney Pulteney (18 maggio 1861 – 14 novembre 1941) è stato un generale britannico.

## Biografia
Educato all'Eton College, Pulteney iniziò la sua carriera militare come ufficiale nella milizia di Oxford nel 1878. Nel 1881 venne trasferito nelle Scots Guards e prestò servizio in diverse campagne militari in Africa tra cui la Guerra anglo-egiziana e la Seconda guerra boera. Ottenne quindi il comando del 1º battaglione delle Scots Guards nel 1900, passando alla 16ª brigata nell'Irlanda meridionale nel 1908 e poi alla 6th Division nell'Irlanda meridionale nel 1910.
Pulteney comandò il III Corps dal 5 agosto 1914 al 19 febbraio 1918. Fu quindi a capo del 23rd Army Corps dal 20 febbraio 1918 al 15 aprile 1919. Come ufficiale non era ritenuto particolarmente abile e da uno dei suoi subordinati venne addirittura definito "il generale più ignorante sotto il quale io abbia servito durante la guerra". Dopo la Prima guerra mondiale, venne impiegato in missioni militari in Giappone sino al suo ritiro nel 1920.
Egli fu dunque Gentleman Usher of the Black Rod dal 1920 al 1941.
Sposò nel 1917 Jessie, figlia di Sir John Arnott, baronetto.

## Ascendenza
|                                  |                 |                                | Genitori                      |  |  | Nonni |  |  | Bisnonni |  |  | Trisnonni |  |
|                                  |                 |                                |                               |  |  |       |  |  | …        |  |  | …         |  |
|                                  |                 |                                |                               |  |  |       |  |  | …        |  |  | …         |  |
|                                  |                 | …                              |                               |  |  |       |  |  | …        |  |  |           |  |
| …                                |                 |                                |                               |  |  |       |  |  | …        |  |  |           |  |
|                                  |                 | …                              | …                             |  |  |       |  |  |          |  |  |           |  |
|                                  |                 | …                              | …                             |  |  |       |  |  |          |  |  |           |  |
|                                  |                 | …                              | …                             |  |  |       |  |  |          |  |  |           |  |
| Richard Thomas Pulteney          |                 | …                              |                               |  |  |       |  |  |          |  |  |           |  |
|                                  |                 | …                              | …                             |  |  |       |  |  |          |  |  |           |  |
|                                  |                 | …                              | …                             |  |  |       |  |  |          |  |  |           |  |
|                                  |                 | …                              | …                             |  |  |       |  |  |          |  |  |           |  |
| …                                |                 | …                              |                               |  |  |       |  |  |          |  |  |           |  |
|                                  |                 | …                              | …                             |  |  |       |  |  |          |  |  |           |  |
|                                  |                 | …                              | …                             |  |  |       |  |  |          |  |  |           |  |
|                                  |                 | …                              | …                             |  |  |       |  |  |          |  |  |           |  |
| William Pulteney                 |                 | …                              |                               |  |  |       |  |  |          |  |  |           |  |
|                                  | William Hammond | William Hammond                |                               |  |  |       |  |  |          |  |  |           |  |
|                                  | William Hammond | William Hammond                |                               |  |  |       |  |  |          |  |  |           |  |
|                                  | William Hammond | Charlotte Egerton              |                               |  |  |       |  |  |          |  |  |           |  |
| Maximilian Dudley Digges Dalison | William Hammond |                                |                               |  |  |       |  |  |          |  |  |           |  |
|                                  |                 | Elizabeth                      | …                             |  |  |       |  |  |          |  |  |           |  |
|                                  |                 | Elizabeth                      | …                             |  |  |       |  |  |          |  |  |           |  |
|                                  |                 | Elizabeth                      | …                             |  |  |       |  |  |          |  |  |           |  |
| Emma Dalison                     |                 | Elizabeth                      |                               |  |  |       |  |  |          |  |  |           |  |
|                                  |                 | John Gregory Shaw, V baronetto | John Shaw, IV baronetto       |  |  |       |  |  |          |  |  |           |  |
|                                  |                 | John Gregory Shaw, V baronetto | John Shaw, IV baronetto       |  |  |       |  |  |          |  |  |           |  |
|                                  |                 | John Gregory Shaw, V baronetto | Martha Kenward                |  |  |       |  |  |          |  |  |           |  |
| Anna Maria Shaw                  |                 | John Gregory Shaw, V baronetto |                               |  |  |       |  |  |          |  |  |           |  |
|                                  |                 | Theodosia Margaret Monson      | John Monson, II barone Monson |  |  |       |  |  |          |  |  |           |  |
|                                  |                 | Theodosia Margaret Monson      | John Monson, II barone Monson |  |  |       |  |  |          |  |  |           |  |
|                                  |                 | Theodosia Margaret Monson      | Theodosia Maddison            |  |  |       |  |  |          |  |  |           |  |
|                                  |                 | Theodosia Margaret Monson      |                               |  |  |       |  |  |          |  |  |           |  |